# Шиманська Галина Степанівна
Галина Степанівна Шиманська (21 серпня 1970, Авратин, Житомирська область) — українська громадська та політична діячка, секретар Житомирської міської ради (з травня 2024 року), виконувач обов'язків Житомирського міського голови (з вересня 2024 року).

## Із життєпису
У 1989 році закінчила навчання у Коростишівському педагогічному училищі за фахом вчителя початкових класів, у 1994 році — Житомирський педагогічний інститут ім. І. Франка. У 1989—94 роках працювала вчителькою початкових класів у школі села Великі Деревичі. З 1994 до 2001 року працювала вихователькою дошкільного навчального закладу № 49 у Житомирі, з 2001 до 2002 року — вихователькою-методисткою Житомирського ДНЗ № 39, з 2002 до 2022 року — керівник цього ж закладу, у 2022—24 роках — завідувачка Житомирського ДНЗ № 25.

## Громадська та політична діяльність
У 2011 році очолила міський осередок громадської організації «Асоціація працівників дошкільної освіти», у 2019 році стала співзасновницею та керівницею громадської організації «Освітяни Житомира».
На місцевих виборах 2015 року балотувалася до Житомирської міської ради від партії «Наш край». У 2020 році обрана депутаткою Житомирської міської ради VIII скликання від партії «Пропозиція». Членкиня постійної комісії з питань бюджету, економічного розвитку, комунальної власності, підприємництва, торгівлі та залучення інвестицій.
23 травня 2024 року обрана секретарем Житомирської міської ради замість Віктора Клімінського, якого мобілізували до лав ЗСУ.
З 19 вересня 2024 року виконує обов'язки Житомирського міського голови.